# Kino (Exsudat)

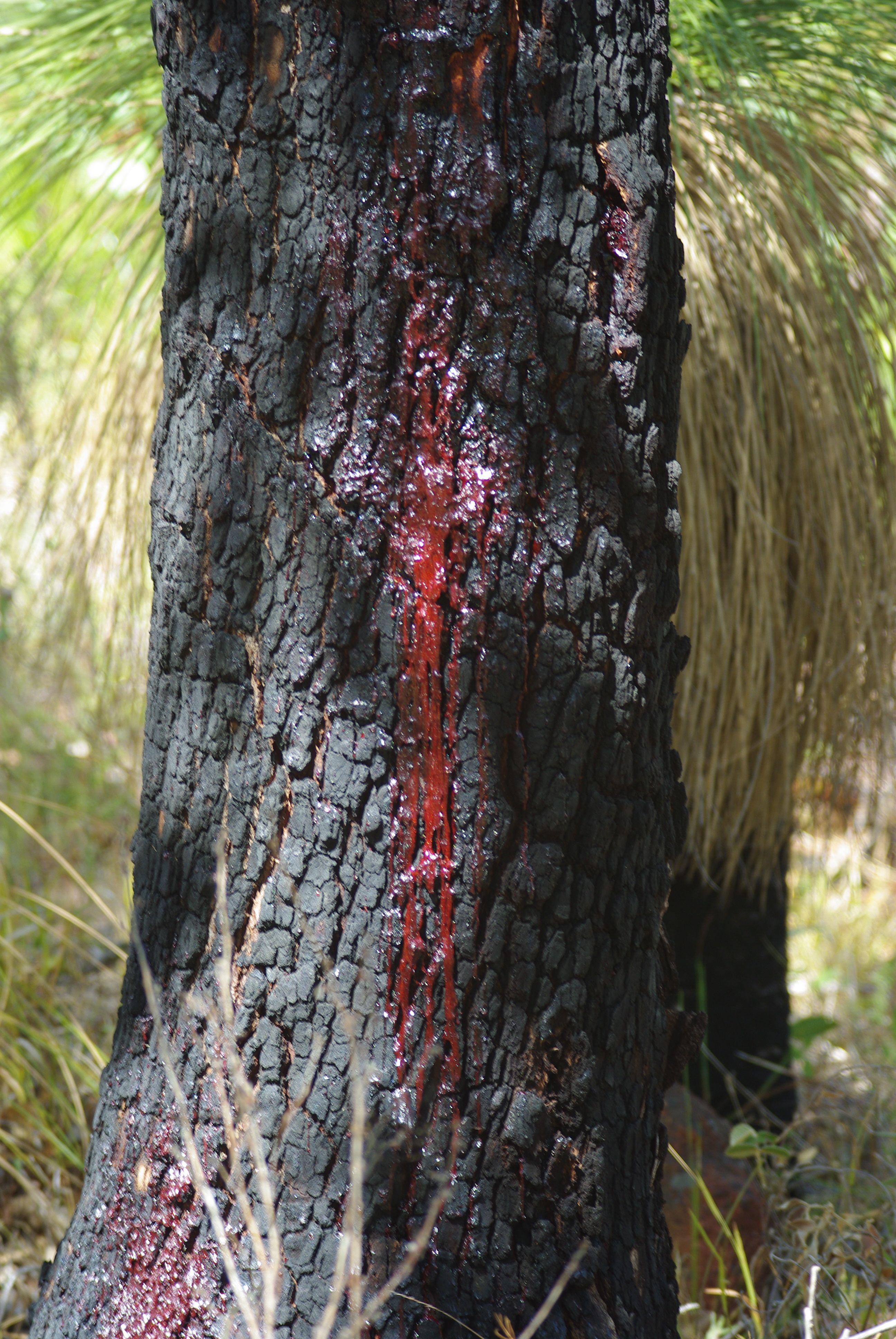
Ausfließendes Kino von Corymbia calophylla

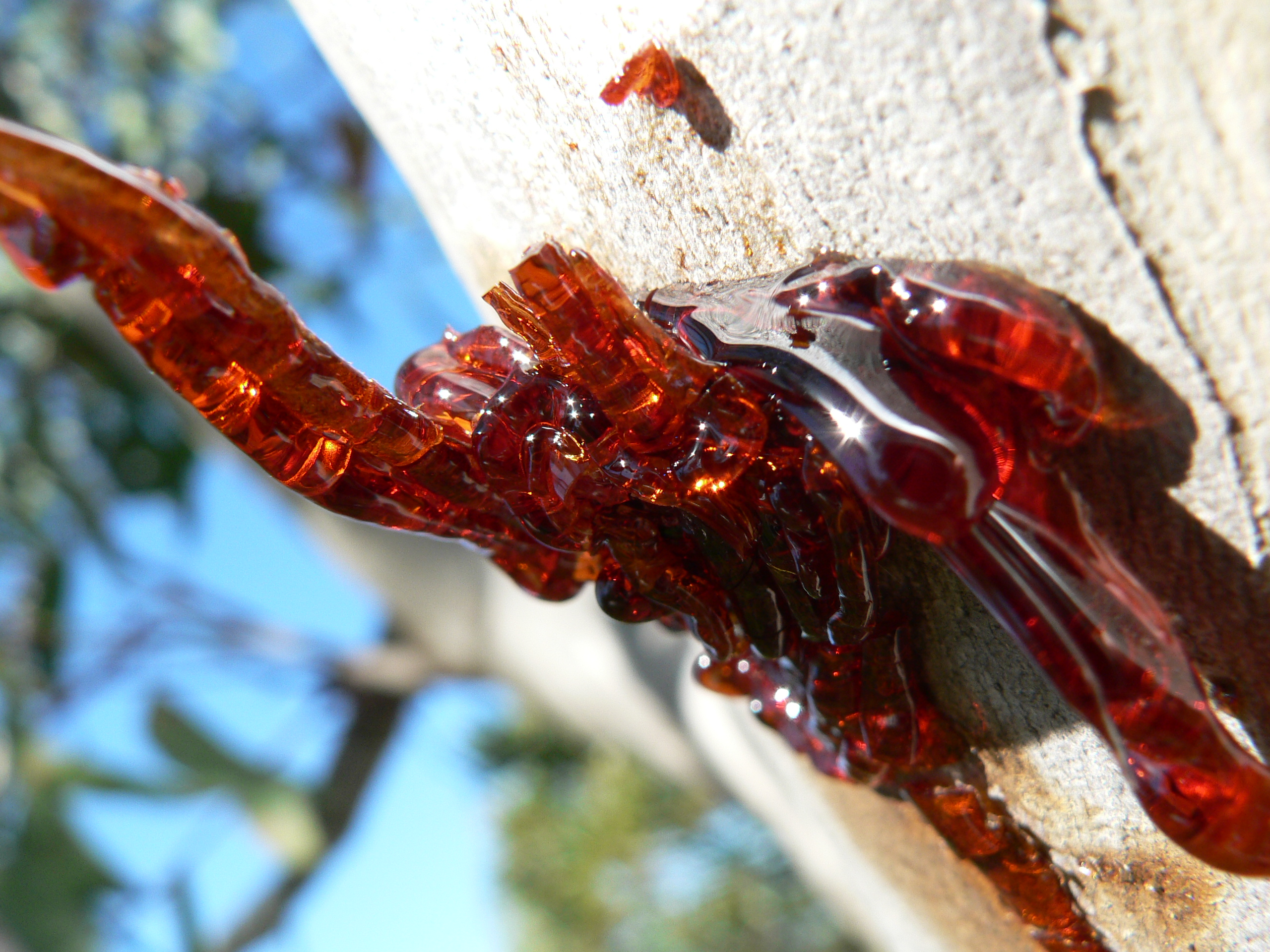
Getrocknetes Kino

Kino ist ein dickflüssiges, honig-, balsamartiges, pflanzliches, meist gelbes bis rotes Exsudat aus dem Holz und der Rinde verschiedener Baumarten. Hauptsächlich wird darunter jenes Kino von Arten der Bloodwood-Gattungen Pterocarpus und Corymbia aus Afrika, Asien und Australien verstanden. Aber auch viele weitere Baumarten liefern Kino, wie Eucalyptus camaldulensis, Butea monosperma, Coccoloba uvifera oder verschiedene Angophora-Arten.
Kino ist kein Saft und kein eigentliches Harz, Gummi, oder Balsam, es sind kondensierte Tannine. Das Kino dient den Pflanzen als Abwehrstoff gegen Insektenschädlinge. Es ist ähnlich oder selten gleich wie Drachenblutharz. Einige Kino-Sorten, wie von Pterocapus officinalis oder von Croton-Arten, liefern allerdings Drachenblutharz.
Australisches Kino von Corymbia-, Angophora- und Eucalyptus-Arten wird auch „Red Gum“ oder „Botany Bay Kino“ genannt. Allerdings wird rotes Akaroidharz technisch auch als „Red Gum“ bzw. „Gum acroides“ bezeichnet (CAS Nr. 9000-20-8). Es ist darum nicht zu verwechseln.
Kino wird medizinisch und als Farbstoff oder als Gerbstoff verwendet. 